# Droga stanowa B100 (Australia)
Droga stanowa B100 – droga kołowa w australijskim stanie Wiktoria, łącząca miasta Geelong i  Warrnambool. Przed reformą numeracji dróg w stanie Wiktoria była oznaczana jako droga stanowa 100. Dzieli się na dwa główne odcinki. Od Geelong do Torquay znana jest jako Surf Coast Highway. Pozostała jej część to znana ze swoich atrakcji widokowych i przyrodniczych Great Ocean Road. Łączna długość drogi wynosi 243 kilometry. Na całej trasie kierowcy mają do dyspozycji po jednym pasie ruchu w każdą stronę.